# Штёрмер, Хорст
Хорст Лю́двиг Штёрмер (нем. Horst Ludwig Störmer; род. 6 апреля 1949, Франкфурт-на-Майне) — немецкий физик, лауреат Нобелевской премии по физике в 1998 году (совместно с Робертом Лафлином и Дэниелом Цуи) «за открытие новой формы квантовой жидкости с возбуждениями, имеющими дробный электрический заряд».

## Награды
- 1984 — Премия Оливера Бакли
- 1985 — Klung Wilhelmy Science Award[англ.]
- 1998 — Нобелевская премия по физике
- 1998 — Медаль Бенджамина Франклина